# Billy J. Kramer
Billy J. Kramer, nato William Howard Ashton (Bootle, 19 agosto 1943), è un cantante britannico.

## Carriera
Con il gruppo Billy J. Kramer with the Dakotas fu gestito negli anni '60 da Brian Epstein e ottenne successo con diverse composizioni di John Lennon e Paul McCartney mai registrate dai Beatles, tra cui Bad to Me. Un altro brano registrato da Kramer e i Dakotas fu Little Children (1964), coscritto da Mort Shuman. Negli Stati Uniti divennero parte integrante della British invasion. Dopo la fine del successo della musica beat, Kramer ha continuato a registrare ed esibirsi. 

## Discografia parziale
Album
- 1963 - The Billy J. Kramer Hits
- 1963 - Listen...
- 1964 - Little Children
- 1964 - I'll Keep You Satisfied
- 1964 - Top Twelve Hits
- 1965 - Trains and Boats and Planes
- 1966 - Billy Boy
- 1977 - The Best of Billy J. Kramer with the Dakotas
- 1986 - Kramer Versus Kramer
- 2014 - I Won the Fight

Singoli
- 1963 - Do You Want to Know a Secret
- 1963 - Bad to Me
- 1963 - I'll Keep You Satisfied
- 1964 - Little Children
- 1964 - From a Window
- 1965 - Trains and Boats and Planes